# 黑潮仿深寄居蟹
黑潮仿深寄居蟹（学名：Bathypaguropsis kuroshioensis）为寄居蟹科仿深寄居蟹屬下的一个种。